# Nati nel 1959/Senza giorno specificato
| Questa pagina contiene informazioni ricavate automaticamente dalle voci biografiche con l'ausilio del template Bio e di un bot. L'aggiornamento è periodico e automatico e ricostruisce completamente la pagina. Se manca una persona in questa lista, sei pregato di non aggiungerla, ma accertati piuttosto che la sua voce biografica contenga il template Bio e che i dati anagrafici siano correttamente compilati. Se il template Bio manca, inseriscilo tu stesso o, in alternativa, metti l'avviso {{tmp\|Bio}} che ne segnala la mancanza. Se i dati riportati sono sbagliati, correggi direttamente la voce biografica; le modifiche saranno visibili in questa lista entro pochi giorni. Per chiarimenti vedi il progetto biografie. La lista contiene solo le 230 persone che sono citate nell'enciclopedia e per le quali è stato implementato correttamente il template Bio. Pagina aggiornata al 2 ago 2025. |

- A Lai, scrittore e insegnante cinese
- Marty Adelstein, produttore televisivo e produttore cinematografico statunitense
- Milena Agus, scrittrice e docente italiana
- Rabih Alameddine, scrittore e pittore libanese
- James Alison, presbitero e teologo inglese
- Claudio Allocchio, fisico e informatico italiano
- Alessandro Boris Amisich, musicista italiano († 2008)
- June Angela, attrice, cantante e ballerina statunitense
- Aster Aweke, cantante etiope
- Franca Bardelli, ex pallavolista e allenatrice di pallavolo italiana
- Ernesto Bazan, fotografo italiano
- Martyn Bedford, scrittore britannico
- Maria Aparecida Beruski, docente brasiliana († 1986)
- Mika Biermann, scrittore francese
- Mahi Binebine, scrittore e pittore marocchino
- Pierluigi Bini, alpinista italiano
- Peter Blauner, scrittore statunitense
- Ridvan Bode, politico albanese
- Didier Bonvin, allenatore di sci alpino e ex sciatore alpino svizzero
- Thomas Bowers, ex sciatore alpino statunitense
- Frank Cottrell Boyce, sceneggiatore e scrittore britannico
- António Brescovit, aracnologo brasiliano
- Thomas Brinkmann, musicista tedesco
- Jeremy Brock, regista, attore e sceneggiatore britannico
- Philip Brophy, artista, scrittore e regista australiano
- Teresa Buonocore, italiana († 2010)
- Michèle Burke, truccatrice irlandese
- Mike Carey, scrittore britannico
- Gabriele Cassone, trombettista italiano
- Marina Cavazzana, pediatra e biologa italiana
- Umberto Cavenago, artista italiano
- Suma Chakrabarti, economista britannico
- Elina Chauvet, architetta e artista messicana
- Lorna Chávez, modella costaricana
- Salete Chiamulera, pianista brasiliana
- Dianna Cilliers, costumista sudafricana
- Amanda Craig, scrittrice e giornalista britannica
- Philip Crampton, imprenditore e dirigente d'azienda irlandese
- Rhoda Dakar, cantante e musicista britannica
- Custo Dalmau, stilista e designer spagnolo
- Massimo De Mattia, flautista e compositore italiano
- Marco De Paolis, magistrato italiano
- Michael DeLorenzo, attore statunitense
- Claudio Del Punta, regista e sceneggiatore italiano
- Maryline Desbiolles, poetessa e scrittrice francese
- Dominique Di Piazza, bassista francese
- Diane DiMassa, fumettista statunitense
- Mercedes Doretti, antropologa argentina
- Nick Dunning, attore irlandese
- Stephan Dupuis, truccatore e effettista canadese
- Antonio Durán, attore spagnolo
- Eduardo Egüez, chitarrista argentino
- Ron English, artista statunitense
- Bernardine Evaristo, scrittrice britannica
- Ildefonso Falcones, scrittore e avvocato spagnolo
- Sam Farha, giocatore di poker libanese
- Abdolreza Rahmani Fazli, politico iraniano
- Asher Fisch, direttore d'orchestra israeliano
- Fabrizio Fornaci, compositore italiano
- Susana Fortes, scrittrice e giornalista spagnola
- Marta Franceschini, scrittrice e giornalista italiana
- Christian Frei, regista e produttore cinematografico svizzero
- Štefan Gajdoš, astronomo slovacco
- Cesare Gallarini, attore e regista italiano
- Jenny Galloway, cantante e attrice britannica
- Miguel Galluzzi, designer argentino
- Lucio Garau, compositore e pianista italiano
- Gordon J. Garradd, astronomo australiano
- Paolo Gavanelli, baritono italiano
- Bruno Geddo, diplomatico italiano
- Stefano Giaccone, musicista e cantautore italiano
- Mario Giammetti, giornalista, musicologo e musicista italiano
- Constantine Giannaris, regista, sceneggiatore e attore greco
- Maurizio Giordani, alpinista italiano
- Filippo Giorgi, climatologo italiano
- Alessandro Gnocchi, scrittore italiano
- Pedro Carlos González Cuevas, storico e docente spagnolo
- Liliana Granulić, ex pallamanista e allenatrice di pallamano croata
- Ed Greenwood, autore di giochi e scrittore canadese
- Michael Greif, regista teatrale e direttore artistico statunitense
- Reggie Grenald, ex cestista e allenatore di pallacanestro panamense
- John Gross, astronomo statunitense
- Mauro Grossi, pianista, compositore e arrangiatore italiano
- Jane Hamsher, scrittrice e produttrice cinematografica statunitense
- Byung-chul Han, filosofo sudcoreano
- Mark Stephen Harvey, aracnologo australiano
- Esther Hausmann, attrice tedesca
- Johannes Hibler, politico austriaco
- Bettina Hoffmann, violoncellista, gambista e musicologa tedesca
- Feng-hsiung Hsu, informatico cinese
- Ayami Ikeba, pianista giapponese
- Daniel Innerarity, filosofo, saggista e giornalista spagnolo
- Linda Jackson, dirigente d'azienda britannica
- Jost Jahn, astronomo tedesco
- Björn Jakobsson, ex sciatore alpino svedese
- Isadora Juice, cantante italiana
- Nasser Kamel, politico e diplomatico egiziano
- Koyo Kawanishi, dentista giapponese
- Carol Kenyon, cantante britannica
- Kim Jae-ryong, politico nordcoreano
- Robert King, sceneggiatore statunitense
- Mary L. Kirchoff, scrittrice statunitense
- Samuel Kleda, arcivescovo cattolico camerunese
- Issiaka Konaté, regista burkinabé
- Davi Kopenawa Yanomami, brasiliano
- Temel Kotil, ingegnere turco
- François Kugel, astronomo francese
- Marat Minjurovič Kulachmetov, generale e diplomatico russo
- Elena Kušnerova, pianista russa
- Robert La Fosse, ex ballerino e coreografo statunitense
- Thomas Lamarre, iamatologo canadese
- Nadine Laurent, sciatrice alpina francese
- Ricky Lawless, wrestler statunitense († 1988)
- Don Lee, scrittore statunitense
- Lilian Lee, scrittrice e sceneggiatrice cinese
- Gary Levinsohn, produttore cinematografico sudafricano
- Pier Francesco Liguori, antropologo, saggista e scrittore italiano
- Rose Likins, diplomatica statunitense
- Alison Limerick, cantante britannica
- Andrej Longo, scrittore italiano
- Geert Lovink, saggista olandese
- Andrew Lowe, astronomo canadese
- Antonio Lozano, attore spagnolo
- Roland Lutz, ex sciatore alpino svizzero
- José Antonio López, storico spagnolo
- Sadegh Mahsouli, politico iraniano
- Hilal Mammadov, giornalista e attivista azero
- José Manteca, astronomo spagnolo
- Diego Marani, scrittore e glottoteta italiano
- Elio Martusciello, musicista e compositore italiano
- Ron Marz, fumettista statunitense
- Lorenzo Mediano, scrittore spagnolo
- Jane Menelaus, attrice australiana
- Francesco Milleri, dirigente d'azienda italiano
- Mark Miravalle, teologo statunitense
- Lawrence A. Molnar, astronomo statunitense
- Ada Montellanico, cantante italiana
- Giuseppe Montesano, scrittore italiano
- Roy Montgomery, chitarrista neozelandese
- Jasper Morrison, designer inglese
- Andrew Morton, programmatore australiano
- John Myhre, scenografo statunitense
- Nara Yoshitomo, artista giapponese
- Jeremy Narby, antropologo e scrittore canadese
- François Nars, fotografo e truccatore francese
- Henry Nicholas, imprenditore e filantropo statunitense
- Victor Ninov, fisico bulgaro
- Paulo Nunes, ex giocatore di calcio a 5 brasiliano
- Enrico Obletter, giocatore di softball e dirigente sportivo australiano († 2021)
- Crispin Odey, imprenditore inglese
- John Palmer, compositore britannico
- Tony Pancella, pianista e compositore italiano
- Judy Pancoast, cantautrice e compositrice statunitense
- Arnoldo Penzkofer, cestista paraguaiano († 2008)
- Pascal Perrault, giocatore di poker francese
- Silvio Perrella, scrittore e critico letterario italiano
- Zbyněk Petráček, giornalista cecoslovacco
- Tim Pierce, chitarrista statunitense
- Paul Pierson, politologo statunitense
- Emanuela Piovano, regista, sceneggiatrice e produttrice cinematografica italiana
- Pasquale Plastino, sceneggiatore e regista teatrale italiano
- Pascal Plisson, regista francese
- Carlo Poggioli, costumista italiano
- Tim Potter, attore britannico
- Susan Powell, modella e conduttrice televisiva statunitense
- Nino Racco, attore teatrale italiano
- Brad Rader, fumettista e sceneggiatore statunitense
- Taghi Rahmani, giornalista e attivista iraniano
- Christopher Randolph, doppiatore e attore statunitense
- Josef Rattensperger, ex sciatore alpino austriaco
- Maureen Raymo, climatologa e geologa statunitense
- Clare Rewcastle Brown, giornalista britannica
- Nino Ricci, scrittore canadese
- Mike Rich, sceneggiatore statunitense
- Maurizio Riotto, orientalista italiano
- Frank Ross, politico britannico
- Stephan Rothlin, filosofo, economista e gesuita svizzero
- Mark Rowsom, ex pattinatore artistico su ghiaccio canadese
- Anna Ruchat, scrittrice, poetessa e traduttrice svizzera
- Abdi Farah Shirdon Saaid, politico e imprenditore somalo
- Carlos Salem, scrittore, drammaturgo e giornalista argentino
- Dario Saletta, hockeista su ghiaccio e dirigente sportivo italiano († 2010)
- Antonio Sannino, pittore italiano
- Reinhard Scholzen, storico e giornalista tedesco
- Christoph Schwarz, saltatore con gli sci tedesco
- Bruce A. Segal, astronomo statunitense
- Valentí Serra de Manresa, presbitero spagnolo
- Abdiweli Sheikh Ahmed, politico somalo
- Narayan Kaji Shrestha, politico nepalese
- Karl Shuker, zoologo e scrittore britannico
- Helen Simpson, scrittrice britannica
- Harry Sinclair, regista, attore e musicista neozelandese
- Ahmet Somers, attore turco
- Werner Spörri, ex sciatore alpino svizzero
- Nick Stafford, drammaturgo britannico
- Ben Stassen, regista belga
- Rolando Stefanelli, regista e sceneggiatore italiano († 2025)
- Alexander Stoddart, scultore scozzese
- Jacques Stotzem, chitarrista belga
- Karin Sundberg, ex sciatrice alpina svedese
- Tashi Dawa, scrittore tibetano
- Paolo Taviani, storico delle religioni italiano
- Sonia Todd, attrice australiana
- Karim Traïdia, regista algerino
- Consuelo Trujillo, attrice e regista teatrale spagnola
- Arnold Turboust, cantante francese
- Fekitamoeloa ‘Utoikamanu, diplomatica e politica tongana
- Dino Valls, pittore spagnolo
- Ardian Vehbiu, scrittore e traduttore albanese
- Cecilia Vettorazzi, direttrice di coro e compositrice italiana
- Gian Mario Villalta, poeta, scrittore e direttore artistico italiano
- Jean-Philippe Vulliet, ex sciatore alpino e allenatore di sci alpino francese
- Anthony Waller, regista, sceneggiatore e produttore cinematografico britannico
- Robin Wells, economista e saggista statunitense
- Frank Wennmann, ex nuotatore tedesco
- David Niall Wilson, scrittore statunitense
- Geoffrey Wright, regista e sceneggiatore australiano
- Masayuki Yanai, astronomo giapponese
- Yin Xin, pittore cinese
- Moira Young, scrittrice canadese
- Monica Zanchi, attrice svizzera
- Jana Zemanová, ex sciatrice alpina ceca
- Anwar al-Bunni, avvocato siriano
- Dalal al-Maghribi, terrorista palestinese († 1978)
- Abu Muslim al-Turkmani, generale iracheno († 2015)
- Faysal bin Mish'al Al Sa'ud, principe e politico saudita
- Olivier de Sagazan, pittore, scultore e performance artist francese
- Emmanuelle de Villepin, scrittrice francese
- Andrzej Żurawski, ex cestista polacco
- Abu Muhammad 'Asem al-Maqdisi, politico e scrittore giordano